# Сетка Кольбе

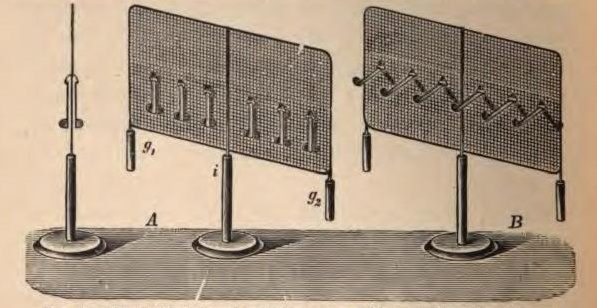
Рисунок Б. Ю. Кольбе из книги "An introduction to electricity"

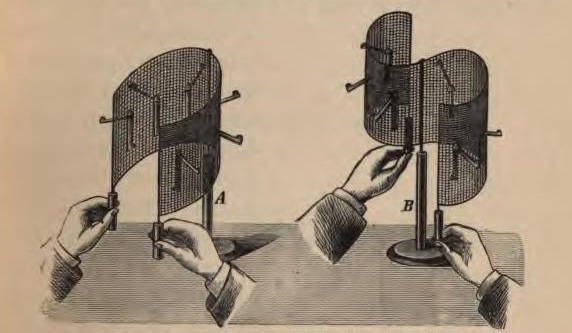
Рисунок Б. Ю. Кольбе из книги "An introduction to electricity"

Сетка Кольбе – демонстрационный физический прибор, предназначенный для иллюстрации расположения электрических зарядов на внешней поверхности проводника в зависимости от формы его поверхности. Назван именем российского физика Б. Ю. Кольбе. Используется в лабораторных экспериментах по электростатике с конца XIX в.

## Описание прибора
На изолирующих подставках (от одной до трёх, в зависимости от модификации прибора) укреплена гибкая металлическая (первоначально — медная) широкая сетчатая лента, на которой с обеих сторон подвешены диэлектрические листочки.

## Принцип действия прибора
После зарядки сетки наблюдается отклонение листочков, расположенных на выпуклой или плоской стороне сетки. Листочки на вогнутых частях —  не отклоняются. Изгибая заряженную сетку, можно изменять кривизну, но отклонёнными  будут только листочки, находящиеся на выпуклых частях. Если сетка представляет собой плоскость, то при сообщении ей электрического заряда, Напряжённость возникшего электрического поля одинакова с обеих сторон. При сворачивании сетки напряжённость поля внутри получившегося цилиндра равна нулю, напряжённость у внешней поверхности возрастает.
Таким образом можно наблюдать распределение электрических зарядов на поверхности проводника – электрическое поле оказывается сильнее на выступах проводника и слабее на его впадинах.
Для зарядки сетки необходима электрофорная машина или высоковольтный индуктор.